# Wibault 72
El Wibault Wib.72 fue un avión militar del período de entreguerras, diseñado y construido por la firma Société des Avions Michel Wibault sirvió como avión de caza monoplaza con la Aéronautique Militaire y la Aéronautique navale. Era un monoplano con ala en « parasol » y de construcción totalmente metálica. También estuvo en servicio en las fuerzas aéreas de Chile y Polonia. 

## Historia y desarrollo

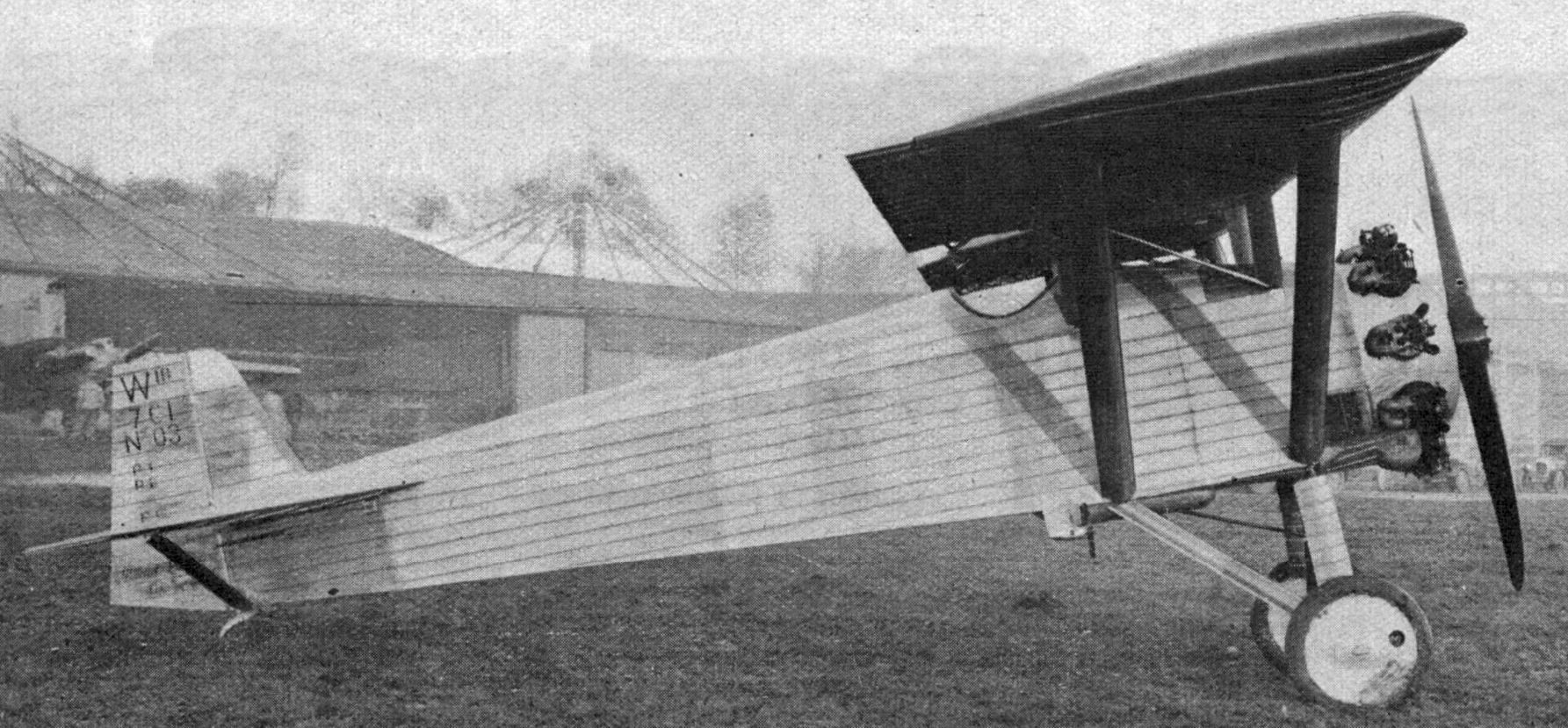
Wibault Wib.7 C.1 foto de L'Aéronautique, diciembre 1926

Puesto a punto en 1927, el prototipo Wibault Wib.7 era de configuración similar al anterior Wibault Wib.3 de 1923, un caza de la categoría C.1. El nuevo caza, un monoplaza de ala en parasol , estaba equipado de un motor radial Gnome et Rhône de 480 cv. Sin embargo, la principal innovación consistía en el sistema de construcción íntegramente metálico que se convirtió en una patente de Wibault.
El primer prototipo voló en 1924 y, a continuación, se construyeron dos más. A pesar de quedar en el tercer lugar en el Concours des Monoplaces de 1925, - una competición del Servicio Técnico del Ejército para encontrar un reemplazo para el NiD 29 - por detrás de los Nieuport-Delage NiD 42 y Gourdou-Leseurre GL.32, en enero de 1927 se realizó un pedido de 25 Wib.7. A estos siguieron una producción de 60 aviones para la Aéronautique Militaire como Wib.72, entrado en servicio en 1929. 

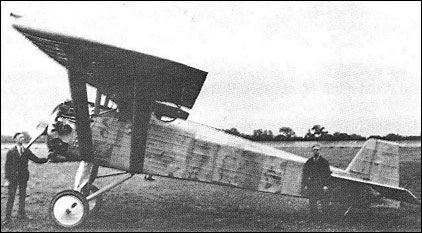
Vickers Wibault Scout en espera de entrega a la Fuerza Aérea de Chile, 1926

Michel Wibault se convirtió en ingeniero aeronáutico consultor de la firma Vickers a partir de 1922. Como pionero de la construcción metálica de aeronaves para la que poseía patentes, siguió de cerca los métodos de diseño de Hugo Junkers y Claudius Dornier. Wibault y Vickers desarrollaron conjuntamente más patentes de construcción metálica. Para 1925, Vickers había adoptado los métodos de construcción de Wibault y produjo el caza Vickers Tipo 121 Wibault Scout (basado en el Wibault 7 ) -26 de los cuales fueron comprados por las fuerzas aéreas de Chile-, el caza experimental Vickers Vireo , los trimotores comerciales Vickers Viastra y los aviones postales Vickers Vellore.
Los planes para vender el prototipo y la licencia de fabricación del caza Wib.73 de 1927 a Polonia no dieron resultado; sin embargo, la compañía Państwowe Zakłady Lotnicze PZL compró una licencia y fabricó 25 Wib.72 entre 1929 y 1930 con motores Bristol Jupiter que fueron designados por el ejército polaco como Wibault 70C1. y tres Wib.7 equipados con motores radiales Wright. 
La siguiente variante fue la Wib.73 , con siete unidades construidas para Paraguay. La Aéronautique navale recibió dieciocho Wib.74 con capacidad de transporte con fuselaje reforzado y gancho de apontaje.
Se construyeron un total de 103 aviones para la Aéronautique Militaire de los que 60 Wib.72 de serie contaban con el arriostramiento alar reforzado,  entrando en servicio en el seno de los Regiments d´Aviation 32.º y 35.º, en Lyon y en Dijon respectivamente a partir de 1929. En 1932 todavía equipaba 4 escuadrillas de la 7.º escuadrilla de la Base Aérea de Dijon-Longvic en Dijon
Otros 25 aparatos de este tipo fueron proporcionados a la aeronáutica militar polaca entre 1929 y 1930.

## Variantes
- Wib.7: Prototipo impulsado por un motor radial Gnome-Rhone 9Ad de 480 hp (358 kW). Dos prototipos más seguidos por 25 aviones de producción.[3]
- Wib.71: Propulsado con el motor lineal Hispano-Suiza 12Jb de 400 hp (298 kW) pero redesignado como Wib.9 antes de su finalización.[3]
- Wib.72: Aviones de producción reforzados para las fuerzas aéreas francesa (60) y polaca (25): 85 unidades construidas.[3]
- Wib.73: Siete aviones producidos en 1927 para Paraguay impulsados por el motor en W Lorraine 12Eb Courlis de 336 kW (450 hp).[9] Estos fueron los primeros  aviones de caza de esta nueva fuerza aérea, que es una de las más antiguas de América del Sur. No fue necesario cambiar las escarapelas o marcas de nacionalidad, ya que la de Paraguay es idéntica a la de Francia.[3] Tres permanecían en servicio al estallar la Guerra del Chaco entre Paraguay y Bolivia.[3]
- Wib.74: Producción de dieciocho aviones navalizados para laAéronautique navale.[3] Con fuselaje reforzado y gancho de apontaje se entregó a la aéronavale francesa para operar desde el portaaviones Bearn .
- Wib.75 Similar al Wib.74 provisto de una cámara fotográfica (18 ejemplares).
- Vickers Tipo 121 Wibault Scout: Producción autorizada propulsada por el Bristol Jupiter para la fuerza aérea chilena; 26 construidos.
- Wibault 70C1: Producción autorizada del Wib.72 con motor radial Bristol Jupiter para las fuerzas aéreas polacas; 25 construidos por la compañía Państwowe Zakłady Lotnicze PZL.[6]

## Operadores
Chile
- Fuerza Aérea de Chile 26 Vickers Wibault Scout

 Francia
- Aéronautique Militaire 25 Wib.7 / 60 Wib.72 / 18 Wib.75
- Aéronautique navale - 18 Wib.74

 Paraguay
- Fuerza Aérea Paraguaya - 7 Wib.73

 Polonia
- Fuerza Aérea de Polonia - 2 Wib.7 / 25 Wibault 70C1 (Wib.72)

## Especificaciones
Referencia datos: 'The Complete Book of Fighters

### Características generales
- Tripulación: 1
- Longitud: 7,45 m
- Envergadura: 11,00 m
- Altura: 2,90
- Superficie alar: 22,00 m²
- Peso cargado: 827 kg
- Peso máximo al despegue: 1444 kg
- Planta motriz: 1× radial Gnome et Rhône 9A.
  - Potencia: 313 kW (432 HP; 426 CV)

### Rendimiento
- Velocidad nunca excedida (Vne): 227 km/h (141 mph)
- Alcance: 600 km (373 millas)
- Techo de vuelo: 8500 m (27900 pies)[10]
- Régimen de ascenso: 5,4 m/s (1070 ft/min)[11]

### Armamento
- Ametralladoras: 2× Vickers cal. .303 ó
Darne cal. 7,5 mm